# Simca 1307
O  Simca 1307  é um hatchback do segmento D da Chrysler Simca fabricado de 1975 a 1979 e ate 1982 com o nome de Talbot 1510, trata se de um hatchback com motor transversal com tração dianteira e suspensão independente nas quatro rodas, sendo que seu desenho foi feito pela Rootes que mais tarde se transformaria no Centro de Estilo Chrysler UK, enquanto o desenvolvimento técnico ficou a cargo da Simca, construído usando a base do Simca 1100, o carro foi um sucesso e recebeu o premio Carro Europeu do Ano em 1976, sendo fabricado na França 778 998 unidades e 108 405 unidades no Reino Unido, suas vendas descaíram devido a corrosão precoce e da chegada do concorrente Chrysler Simca Horizon em 1978, apesar desse ser de um segmento médio inferior.
Em 1978 o Grupo PSA adquire as subsidiárias europeias da Chrysler, o que agravou as vendas  do Simca 1307, a marca Chrysler foi usada ate 1979, e o Simca 1307 desaparece com a safra de 1980 sendo renomeado para Talbot Simca 1510 permanecendo ate 1982.